# تاخويت
تاخويت أو تاخاوت أو تاخوت، هي ملكة مصرية قديمة غير حاكمة أو زوجة ملك عاشت خلال عهد الأسرة السادسة والعشرين، وهي زوجة الملك أبسماتيك الثاني.

## التعرف عليها
تاخويت هي زوجة الملك أبسماتيك الثاني، وأم الملك واح إب رع (إبريز كما حرّف اسمه الإغريق) وزوجة الإله آمون عنخس إن نفر إب رع. وسبب تعريف الملكة تاخويت كزوجة للملك أبسماتيك الثاني، أن ابنتهما عنخس إن نفر إب رع كانت تلقب بأخت الملك، وفي النقوش كذلك ذكر أنها ابنة تاخويت.

## مدفنها
ودفنت الملكة تاخويت في أتريب (بنها). وتم اكتشاف مقبرتها في عام 1950. وقد وُجد تابوت كبير وجعران القلب في المقبرة منقوشان باسمها.